# John M. G. Barclay
John Martyn Gurney Barclay (né en 1958) est un bibliste britannique, historien du christianisme primitif et spécialiste du Nouveau Testament. Président de la Studiorum Novi Testamenti Societas en 2022-2023, il est professeur Lightfoot de théologie à l'Université de Durham.

## Jeunesse et éducation
Barclay est né le 31 juillet 1958 . Il est le fils d'Oliver Barclay, qui est secrétaire général de l'Inter-Varsity Fellowship (plus tard l'Universities and Colleges Christian Fellowship) de 1964 à 1980. Il étudie les classiques et la théologie au Queens' College de Cambridge, obtenant un baccalauréat ès arts (BA) en 1981,. Il entreprend ensuite des recherches de troisième cycle en théologie et obtient un doctorat en philosophie (PhD) en 1986 . Sa thèse de doctorat s'intitule "Obeying the truth: a study of Paul's exhortation in Galatians 5–6".

## Carrière académique
Le début de carrière de Barclay se déroule à l'Université de Glasgow, où il est chargé de cours de 1984 à 1996, maître de conférences de 1996 à 2000 et professeur de 2000 à 2003. En 2003, il succède à James Dunn en tant que professeur Lightfoot de théologie à l'Université de Durham.
Barclay est président de la British New Testament Society. Il est l'ancien rédacteur en chef de la revue universitaire New Testament Studies (Cambridge University Press).

### Paul et le don
L'un des ouvrages les plus récents de Barclay, Paul and the Gift (Eerdmans, 2015), suscite l'intérêt de la part des universitaires. Il est salué par Markus Bockmuehl (en) et Tim Foster comme le livre le plus important sur Paul depuis Paul and Palestinian Judaism de E. P. Sanders (1977),.
Barclay y développe la théologie de la grâce de Paul en replaçant ce concept dans le contexte des anciennes notions de don. Il discerne six manières clés par lesquelles le don, et donc la grâce, peut être transmis chez Paul : la surabondance, la singularité, la priorité, l'incongruité, l'efficacité et la non-circularité.

### Critique de N.T. Wright
Bien qu'ils entretiennent une relation chaleureuse, Barclay est un critique virulent du travail de Nicholas Thomas Wright sur Paul. Cela conduit à plusieurs débats très médiatisés entre les deux, le 15 juin 2016 au New College de l'Université d'Édimbourg concernant les livres les plus récents de chaque auteur. Ils débattent également de la relation de Paul avec l'Empire romain (la conversation «Paul et l'Empire») lors de la réunion annuelle de la Société de littérature biblique de 2007 à San Diego. Le discours plénier de Barclay lors de cette session est maintenant publié sous forme de chapitre dans son livre : Pauline Churches and Diaspora Jews (Eerdmans, 2016).

## Œuvres
- Paul and the Power of Grace. Grand Rapids : Eerdmans, 2020.
- Jews in the Mediterranean Diaspora: From Alexander to Trajan (323 BCE to 117 CE) . 2e éd. Pierres angulaires. Londres : T&T Clark, 2018.
- Paul and the Gift. Grand Rapids : Eerdmans, 2015.
- The Last Years of Paul: Essays from the Tarragona Conference. Edité avec Puig i Tàrrech et Jörg Frey. WUNT 352. Tübingen : Mohr Siebeck, 2015.
- Pauline Churches and Diaspora Jews. WUNT 275. Tübingen : Mohr Siebeck, 2011. Réimprimé, Grand Rapids : Eerdmans, 2016.
- Against Apion. Flavius Josèphe : traduction et commentaire 10. Leyde : Brill, 2006.
- Divine and Human Agency in Paul and His Cultural Environment. Edité avec Simon Gathercole . LNTS 335. Londres : T&T Clark, 2006.
- (Ed.) Negotiating Diaspora: Jewish Strategies in the Roman Empire. LSTS 45. Londres : T&T Clark, 2004.
- Diaspora. Traduit par Paolo Bernardini. Présentation du studio della Bibbia 17. Brescia : Paideia, 2004.
- Colossians and Philémon. Guides de Sheffield. Sheffield : Sheffield Academic Press, 1997. Réimprimé, T&T Clark Studies Guides. Londres : T&T Clark, 2004.
- Early Christian Thought in Jewish Conext. Edité avec John Philip McMurdo Sweet. Cambridge : Cambridge University Press, 1996.
- Jews in the Mediterranean Diaspora: From Alexander to Trajan (323 BCE-117 CE). Berkeley : Presses de l'Université de Californie, 1996.
- Obeying the Truth: A Study of Paul's Ethics in Galatians. Londres : T&T Clark, 1988.